# Unfinished Sympathy
Unfinished Sympathy – piosenka angielskiej grupy Massive Attack, drugi singiel zespołu z debiutanckiego albumu Blue Lines (1991). Utwór został napisany wspólnie przez członków grupy: Roberta „3D” Del Naja, Granta „Daddy G” Marshalla i Andrew „Mushrooma” Vowlesa, z udziałem współproducenta Jonathana „Jonny Dollara” Sharpa i wokalistki Shary Nelson. 
Singiel zajmował wysokie pozycje na listach przebojów, osiągając numer 1. w holenderskim Top 40, dochodząc do pierwszej dwudziestki w ojczystej Wielkiej Brytanii oraz w Szwajcarii. Utwór zajmował wysokie miejsca w podsumowaniach rocznych NME, Melody Maker, a także w popularnych ankietach  na  utwory  wszech czasów. Był dobrze przyjęty przez rówieśników Massive Attack w ich gatunku, doceniony przez artystów takich jak: Darrena Tate czy Fatboy Slima. W 1996 piosenka doczekała się interpretacji Tiny Turner.

## Historia
Piosenka została nagrana w Coach House Studio, smyczki w aranżacji Wila Malone’a dograno później w słynnym londyńskim studio Abbey Road Studios i zmiksowane w innym londyńskim studiu Matrix Studios. Koszty wynajęcia pełnej orkiestry przekroczyły budżet grupy, więc Mushroom sprzedał swój samochód (Mitsubishi Shogun), aby pokryć koszty.
Był to jedyny singiel grupy, w którym użyto skróconej nazwy zespołu – Massive, przez co muzycy chcieli zaprotestować przeciwko wojnie w Zatoce Perskiej. Tytuł nazwiązuje do VIII symfonii h-moll Franza Schuberta, znanej jako „Symfonia niedokończona”.
Utwór spotkał się z uznaniem krytyków, został uznany za pionierski w gatunku trip hop. Krytycy docenili jego wyjątkową produkcję, nietypową dla standardowego utworu tanecznego: wykorzystanie klasycznych instrumentów, jak fortepian i smyczki, obok scratchu i samplingu, oraz uczuciowy i poruszający śpiew Shary Nelson.

## Teledysk

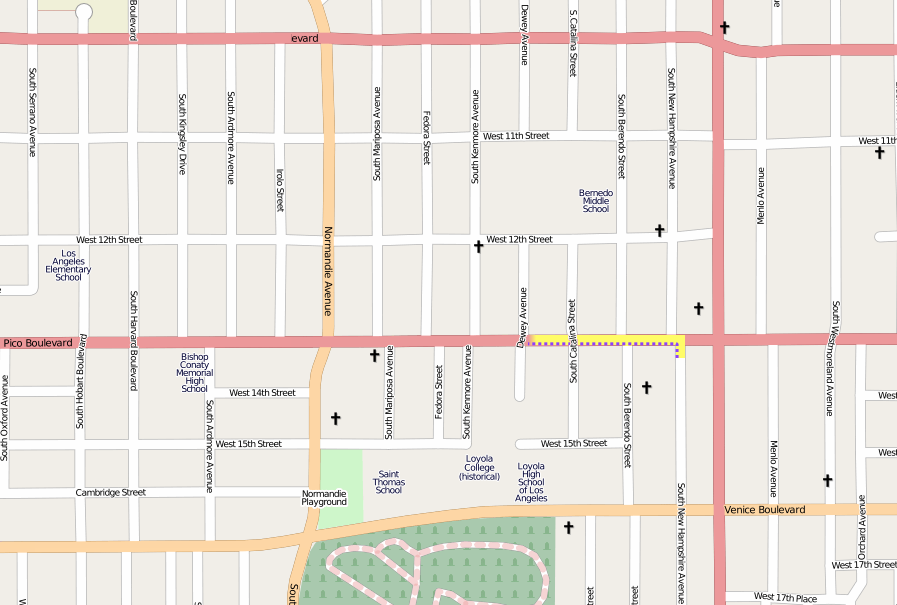
Mapa części Bulwaru Zachodniego Pico, trasa Shary Nelson zaznaczona na żółto

Teledysk do utworu w reżyserii Baillie Walsha, nakręcono w styczniu 1991 na West Pico Boulevard pomiędzy S. New Hampshire Avenue i Dewey Avenue w Los Angeles. Operatorem steadicamu był Dan Kneece, ostrzycielem był Scott Ressler. John Mathieson, kierownik zdjęć,  pracował później przy zdjęciach do filmu  Gladiator Ridleya Scotta. 
Shara Nelson idzie chodnikiem, nieświadoma, niezwracająca uwagi na otoczenie, mijając pijaków, ulicznych gangsterów, motocyklistów, niepełnosprawnych. Trzej członkowie grupy stopniowo do niej dołączają. Był to jeden z pierwszych teledysków, gdzie użyto ciągłego, nieciętego ujęcia.